# Stienta

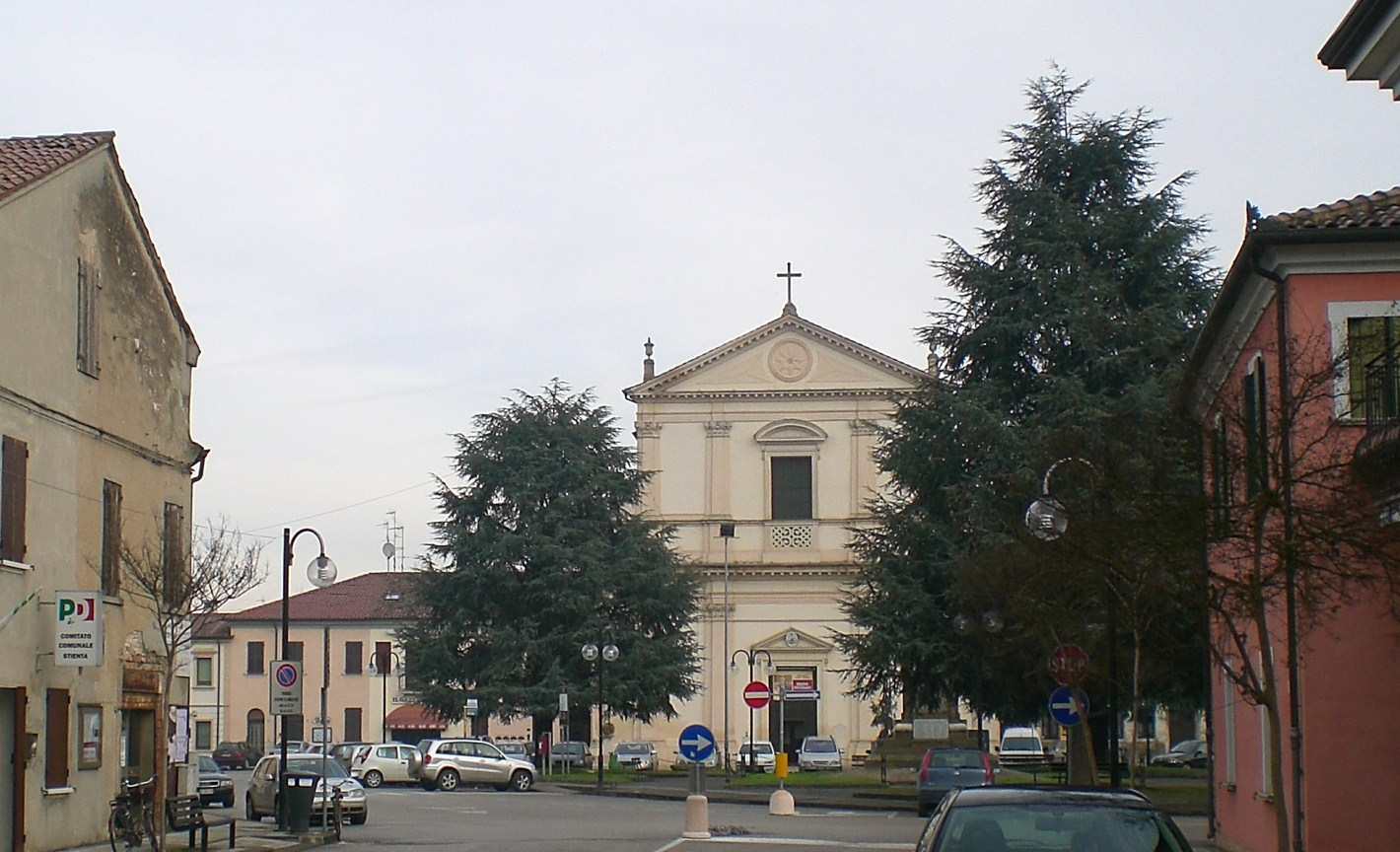
Parochialkirche in Stienta

Stienta ist eine nordostitalienische Gemeinde (comune) mit 3091 Einwohnern (Stand 31. Dezember 2023) in der Provinz Rovigo in Venetien. Die Gemeinde liegt etwa 24 Kilometer südwestlich von Rovigo am nördlichen Ufer des Po und grenzt unmittelbar an die Provinz und Stadt Ferrara (11 Kilometer südsüdöstlich).